# Kmen Amudža

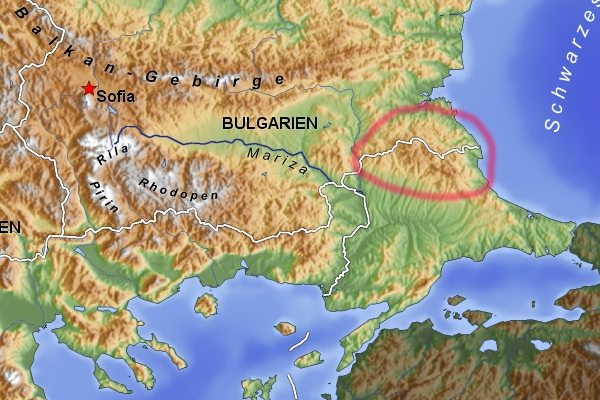
Přibližné rozšíření Rodu Amudža

Kmen Amudža nebo Rod Amudža, Klan-Amudža, Amudža-rod, Amudža-klan také (nesprávně) Amudžové (turecky Amuca kabilesi) jsou komunita potomků větve kočovných kmenů z Oghuzkých Turků. V Osmanské říši to byla skupina lidí, která se na konci 14. století přesunula z Anatolie na Balkán. Tento kmen se usadil v Thrákii. Dnes žijí v Kırklarelské a části Edirneské provincie, v Turecku a v Burgaské, Chaskovské a části Jambolské oblasti v Bulharsku. Velká část kmene Amudža jsou členy sekty Šajcha Bedreddina, většina však patří Alevi (odnož šíitského islámu) - Bektaši (bratrstvo). Menší část přijala formu sunnitského islámu. Mluví starým dialektem turečtiny - osmanskou turečtinou.

## Etymologie a původ

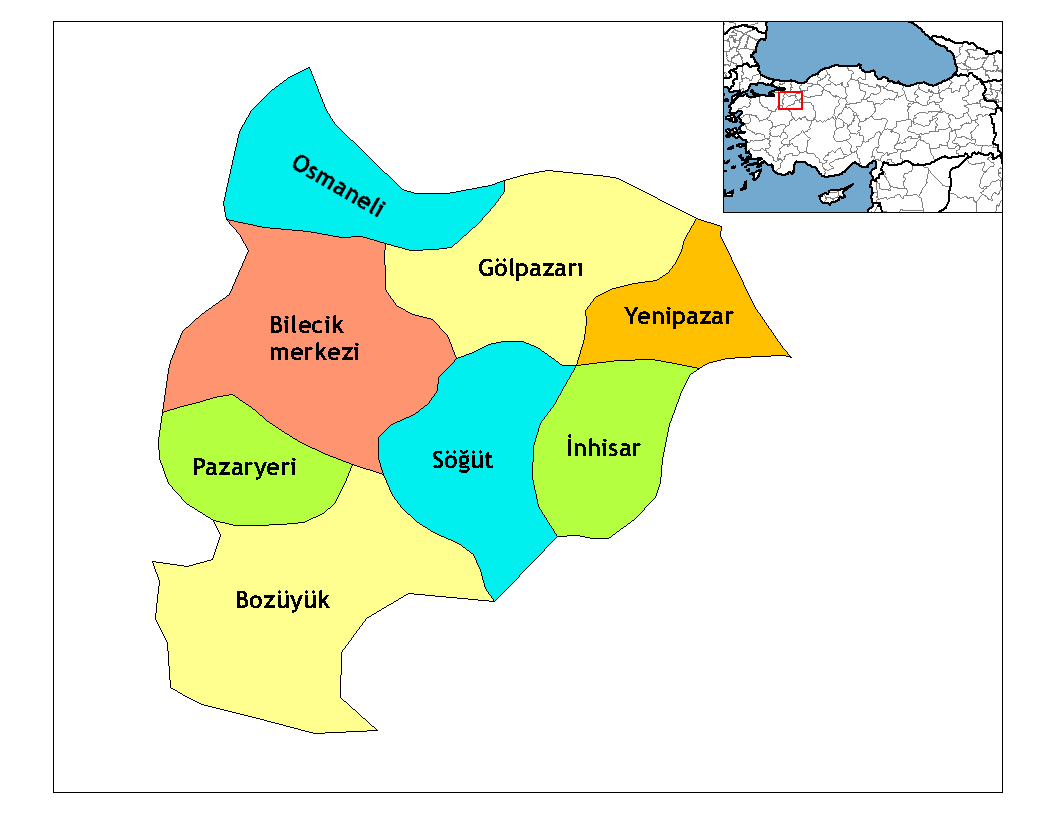
Biledžikská provincie s vyznačeným Söğütským distriktem

Amudžové pocházejí z potomků Gündüz-beje  , jež byl mladší bratr Saru Batu Savdži-beje a starší bratr Osmana Gâzi (synové Ertuğrula Gâzi, české čtení: Erturul Gazi) . Protože měly původ v osmanské dynastií, tomuto klanu Kajıů byl daný název „Amudža“. Amudža je staré hovorové slovo, jež nese význam otcův bratr čili strýček → turecky amca (české čtení: amdža). Slovo označující „klan“ - „rod“ je ve vztahu s kmenem Amudža, v záznamech Osmanské říše používané ve smyslu „kmen“. Kmen Amudža je odnoží kmene Kajı, který náleží rodině „Günchána“, jenž je začleněn do uskupení Bozoků (Sivé šípy)  . V současné době jsou stále častěji uváděni jako „kmen Amıca“ (české čtení: Amıdža).

## Krátké dějiny
Erturul Gâzi (otec Osmana Gâzi) rozdělil kmen Kajıů na čtyři klany (Karakečili → Černé kozy, Sarıkečili → Žluté kozy, Kızılkečili → Rudé kozy, Akkečili → Bílé kozy). Karakečiliové se roztrousili po mnoha místech v Anatolii. Do Karakečili kmene patří větev Softalı, která se usídlila v Domaniçském distriktu (české čtení: Domanyč) v Kütahyanské oblasti a hlavně v Söğütském distriktu v Bilecikské oblasti (české čtení: Biledžik). Z tohoto důvodu, před příchodem Amudžů do Thrákie, se za jejich rodné město považuje Söğüt v Biledžiku.

### Anatolie
Kajıové a Bajati se stali il-bašové (vůdci, vládnoucí kmeny) všech 24 Oguzských kmenů (Turecké kmeny) (Oguzské knížectví ve Střední Asii). Společně byli nazýváni „Kajı-Bajat“. První vlna jejich společné migrace ze Střední Asie na Blízký Východ započala v 11. století. Druhá část, kterou tlak Tataro-mongolů přinutil k útěku z dosavadních sídel v Chorásánu, přitáhla do Malé Asie v druhé polovině 13. století jako poslední vlna kočovných kmenů Oguzů, které migrovaly na západ. Této migrace se účastnil také kmen Kajı.
V období založení Osmanské říše byl kladený velký důraz na přidělování důležitých pozic Turkmenům . V období jejího rozmachu tento postoj zmizel a poté znovu získal na hodnotě. Obávající se Osmané znemožnili vedení Turkmenským silám, a zmocněním se vedení pozvedli svou ústřední moc. Také Amudžové viděli újmu v této nové politice. V průběhu času posílili růstem kmenového počtu. Protože pocházeli z rodiny Erturula Gâzi a měli právo na svůj státeček, usídlili se na Balkánu. Má se za to, že se ještě předtím část kmene usadila u Sivasu a později kolem Karsu.

### Osídlení pohoří Strandža
Čas příchodu Amudžů do Thrákie nebyl dosud zjištěn. V této souvislosti přitahuje pozornost registrace Amudžovské vesnice Malkoçlar (české čtení: Malkočlar) z roku 1491 . Na úpatí pohoří Strandža (turecky Yıldız Dağları) → Hvězdné hory, v Kofçazské oblasti založili deset vesnic. První vesnicí založenou tímto kmenem byl Keşirlik (Kofçaz) (české čtení: Keširlik, Kofčaz). Nachází se v Mahya Dağı → Horský hřeben, jenž je nejvyšší horou pohoří Strandža. Ostatní jsou: Ahmetler, Karaabalar, Ahlatlı, Topçular, Malkoçlar, Kocatarla, Börklüce, Dikence, Gaybılar a Gündüzler.
Poté, co Amudžové založili prvních deset obcí, jejich populace začala růst v počtu, a rozšířila se zejména ve východní části Bulharska v Burgaské a Starozagorské oblasti. Do Rusko-turecké války (1877-1878) (turecky 93 Harbi → 93 Válka) vytvořili 33 vesnic. Je pak usadili v blízkých městech. Po válce jedna část z Keşirlikské oblasti zůstala v Bulharsku.